# Николаев, Марк Николаевич
Марк Николаевич Николаев (1 марта 1930, Ленинград, СССР) — советский и российский физик-экспериментатор, доктор физико-математических наук. Профессор. Марк Николаев внёс определяющий вклад в обеспечение безопасности ядерных реакторов и расчёт ядерных реакторов на быстрых нейтронах.

## Биография
Окончил физический факультет МГУ в 1952 году.
С 1953 года начал работу в Обнинском Физико-энергетическом Институте. С 1953 года занимался экспериментальными исследованиями в области расчетов реакторов на быстрых нейтронах. С 1970 по 1989 руководитель константной лаборатории БНАБ, разрабатывающей системы многогрупповых констант для расчета атомных реакторов. Главный научный сотрудник ГНЦ РФ ФЭИ.
С 2005 года руководитель и создатель проекта РОСФОНД (Российская библиотека Файлов Оцененных Нейтронных Данных).
В течение многих лет М. Н. Николаев возглавлял секцию интегральных экспериментов в Комиссии по ядерным данным Минатома.
В 1989 г. на учредительном собрании Ядерного общества России был избран в состав его правления.
Более 30 лет М. Н. Николаев вёл в Обнинском филиале НИЯУ МИФИ курс «Физической теории ядерных реакторов», по которому им написан ряд учебных пособий. Под руководством М. Н. Николаева выполнили и успешно защитили кандидатские диссертации 20 молодых специалистов. Трое из них стали докторами наук.

## Научная деятельность
Направления исследований М. Н. Николаева делятся на 2 этапа.
С 1953 по 1970 года он работал, главным образом, в области экспериментальной физики реакторов на быстрых нейтронах. Основные достижения в этой области:
1. Экспериментальное обоснование предельного значения коэффициента воспроизводства ядерного топлива в реакторах на быстрых нейтронах за счёт вклада делений урана-238.(1957 г., канд. диссертация 1958 г.)
2. Выявление роли резонансной самоэкранировки сечений при расчётах быстрых реакторов и нейтронной защиты;
3. Разработка и реализация экспериментального определения необходимых для расчёта характеристик резонансной структуры сечений в экспериментах на ускорительных пучках, на пучке быстрых нейтронов реактора БР-10 и методом времени пролёта на импульсном реакторе ИБР (1964 г. докторская диссертация 1965 г.). Основные экспериментальные результаты после международной экспертизы вошли в 2005 в международный справочник по атомной безопасности.
4. Предложенная М. Н. Николаевым оригинальная методика измерения кривых пропускания, реализованная на нейтронных электростатических ускорителях на пучке Б-З реактора БР-2 и БР-5, методом времени пролета на реакторе ПБР позволила получить численные оценки неразрешенной резонансной структуры и ее температурной зависимости.
С 1970 г. по настоящее время работал, главным образом, в области обеспечения расчётов реакторов и защиты надёжными ядерными данными. Деятельность в этом направлении была начата ещё в 1960 году под руководством проф. И. И. Бондаренко и ее первый этап завершился созданием системы константного обеспечения (БНАБ) изданной в СССР и за рубежом. Основные достижения в области константного обеспечения расчётов реакторов и защиты:
1. Разработка и внедрение нового метода учёта резонансной самоэкранировки нейтронных сечений — метода подгрупп (1968).
2. Обоснование многогруппового метода расчёта нейтронных полей и методов оценки погрешностей расчётных предсказаний
3. Дальнейшее развитие системы константного обеспечения БНАБ — системы БНАБ-78, внедрившей метод подгрупп и расширившей область применимости на задачи расчёта радиационной защиты; БНАБ-93, повысившей точность расчёта за счёт использования уточнившихся ядерных данных и увеличения числа нейтронных групп; БНАБ-РФ целиком основанной на отечественной библиотеке оцененных нейтронных данных РОСФОНД, позволяющую использовать её и для расчёта реакторов на тепловых нейтронах.
4. Обоснование наборов оцененных нейтронных данных для их использования в инженерных расчётах — библиотек ФОНД, ФОНД-2 и, наконец, РОСФОНД — российская национальная библиотека оцененных нейтронных данных.
5. Расширение возможностей системы констант БНАБ-РФ за счёт включение в неё данных о характеристиках радиоактивного распада, уточнение данных по энерговыделению в нейтронных реакциях и образованию в них гамма-излучения, усовершенствования констант для расчёта переноса гамма-излучения.
6. Развитие средств верификации нейтронных расчётов на основе анализа расхождений с результатами оцененных экспериментов на критических сборках и защитных композициях.

## Вклад в науку
Благодаря разработкам М. Н. Николаева и его учеников, ядерные и реакторные данные, измерявшиеся в мире в течение десятилетий, преобразовывались в формы, пригодные для использования в расчётах ядерных реакторов и радиационной защиты и после верификации в реакторных экспериментах с помощью предложенных им методик внедрялись в практику инженерных расчётов в российских НИИ и КБ. В частности, на их основе были разработаны быстрые реакторы БН-350, БОР-60, БН-600, проект строящегося реактора БН-800 и ведётся разработка быстрых реакторов будущего по проекту «Прорыв». Лидерство школы М. Н. Николаева в области разработки ядерных констант для расчёта реакторов и защиты иллюстрируется переизданием научных трудов (в том числе трёх книг) за рубежом.
Автор и соавтор около 500 научных работ, в том числе — 6 монографий (из них 4 переизданы за рубежом), Руководитель 20 защищённых кандидатских диссертаций, в процессе многолетней работы по созданию и совершенствованию систем константного обеспечения М. Н. Николаев создал целую школу специалистов в этой области. Созданные этой школой системы константного обеспечения активно используются ныне во всех НИИ и КБ, работающих в области атомной энергетики успешно конкурируя с зарубежными аналогами. М. Н. Николаев постоянно уделял большое внимание подготовке научных кадров.
Под руководством и при непосредственном участии М. Н. Николаева были развиты новые методы повышения точности нейтронных расчётов на основе анализа расхождений с результатами экспериментов, выполненных на критических сборках и защитных композициях. По результатам работ в этой области под его руководством было защищено 13 кандидатских диссертаций.
Большое количество учеников, ставших докторами наук и подготовивших новое поколение ученых, признание научных трудов Марка Николаевича в мировом научном сообществе свидетельствует о создании в ГНЦ РФ — ФЭИ научной школы экспериментальной физики реакторов и константного обеспечения расчётов реакторов и защиты.